# Sean Gilbert
Sean Gilbert (Aliquippa, 10 aprile 1970) è un ex giocatore di football americano statunitense che ha giocato nel ruolo di defensive tackle nella National Football League (NFL). Al college giocò a football a Pittsburgh

## Carriera
Gilbert fu scelto come terzo assoluto nel Draft NFL 1992 dai Los Angeles Rams. Nella sua seconda stagione fu convocato per il suo unico Pro Bowl dopo avere messo a segno 10,5 sack. L'8 aprile 1996 fu scambiato coi Washington Redskins dove nell'unica stagione giocata mise a segno un primato in carriera di 113 tackle. Per una disputa contrattuale perse tutta la stagione 1997 e nel 1998 firmò coi Carolina Panthers, dove nella sua prima stagione disputò tutte le 16 gare come titolare. Vi giocò fino alla stagione 2002 finché non fu svincolato, disputando l'ultima stagione della carriera con gli Oakland Raiders.

## Palmarès
- Convocazioni al Pro Bowl: 1

1993
- PFWA All-Rookie Team - 1992

## Statistiche
| Partite | 146  |
| Tackle  | 473  |
| Sack    | 42,5 |